# Thumbtack Jack
Alexander Bedranowsky (München, 21 juli 1985), beter bekend als Thumbtack Jack, is een voormalig Duits professioneel worstelaar. Hij staat bekend om zijn brute optredens in worstelpromoties zoals Combat Zone Wrestling en Westside Xtreme Wrestling. Hij maakte tijdens zijn wedstrijden vaak gebruikt van injectiespuiten, die hij vaak door de wangen van zijn tegenstander prikte. Ook kwam het weleens voor dat de tegenstanders de injectiespuiten juist tegen Thumbtack Jack zelf gebruikte. Zijn carrière kwam op 2 oktober 2010 plotseling tot een einde toen hij in een wedstrijd tegen MASADA zijn borstwervel brak.

## Worstelcarrière
Thumbtack Jack debuteerde in het professioneel worstelen op 4 augustus 2001. In zijn carrière worstelde hij in Duitsland, Frankrijk, Nederland, de Verenigde Staten en Zwitserland. In 2008 nam hij deel in het 'Masters of Pain' toernooi van worstelpromotie IWA East Coast. Hij stroomde door naar de finale door Necro Butcher en Mad Man Pondo te verslaan. In de finale won hij van de Japanner Ryuji Ito, in een 'Electrified Light Tubes Match'. Thumbtack Jack kroonde zich zo dus tot winnaar van het 'Masters of Pain' toernooi. In maart van 2009 nam hij deel aan het 'King of the Deathmatches' toernooi van worstelpromotie IWA Mid-South. Jack versloeg opeenvolgend Nick Gage en Mad Man Pondo om door te stromen naar de finale. In die finale verloor hij echter van MASADA.
Nadat hij in Duitsland en de Verenigde Staten naam voor zichzelf had gemaakt, debuteerde hij op 14 maart 2009 in Combat Zone Wrestling, tegen Danny Havoc. Jack verloor de wedstrijd, die tevens voor de Ultraviolent Underground Title was, maar keerde in juni 2009 terug bij de worstelpromotie. Hij nam deel in de Tournament of Death VIII, waar hij naar de finale doorstroomde door Danny Havoc, WHACKS en DJ Hyde te verslaan. In de finale nam hij het op tegen Nick Gage in een 200 Lighttubes And Panes Of Glass Deathmatch. De wedstrijd werd echter vroegtijdig afgebroken nadat een van Gage zijn aders opengesneden was door een 'bump' waar hij door enkele TL-buizen vloog.
Thumbtack Jack verloor zijn prijs later aan DJ Hyde. Tijdens Tournament of Death: Rewind had hij de kans de prijs terug te winnen. Hij versloeg Jon Moxley en Sami Callihan om door te stromen naar de finale. Daar nam hij het op tegen MASADA, in een House of Pain Death Match, bestaande uit onder andere prikkeldraad, TL-buizen en sintelblokken. Thumbtack Jack won de wedstrijd en werd zo weer de eigenaar van de TOD prijs.
Op 18 april 2010 stopte Jack met het uitvoeren van Deathmatch wedstrijden. Zijn laatste Deathmatch in de Verenigde Staten voerde hij uit op 13 maart 2010, waar hij verloor tegen JC Bailey. Zijn laatste wedstrijd in het Deathmatch genre vocht hij op 18 april 2010 in Duitsland tegen 'HATE'. Opvallend genoeg liep Thumbtack Jack zijn carrière beëindigende blessure op in een wedstrijd zonder wapens. Op 2 oktober 2010 brak hij in een wedstrijd tegen MASADA zijn borstwervel. Een dag later beëindigde Jack zijn worstelcarrière. Op 2 mei 2015 keerde hij eenmalig terug in de ring, voor de Duitse worstelpromotie 'NEW'.

## In het worstelen
- Finishers
  - Brace to the Face
  - Bloodshed Bomb
  - Thumbattack
- Signature moves
  - Corkscrew neckbreaker
  - Frog splash
  - Moonsault
  - Pumphandle drop
  - Tear Down
- Opkomstmuziek[6]
  - I'm So Sick - Flyleaf
  - Down With The Sickness - Disturbed
  - Down With The Sickness - Richard Cheese And Lounge Against The Machine
  - Nothing's Left - Insane Clown Posse

## Prestaties
- German Stampede Wrestling[7][8]
  - GSW Breakthrough Championship (2 keer) - met Steve Douglas (1 keer)
- Pro Wrestling Showdown
  - Toughest Motherfucker Of Europe Trophy Championship (1 keer)
- Combat Zone Wrestling
  - Ultraviolent Underground Championship (1 keer)
  - Winnaar van Tournament Of Death Rewind 2009
  - Winnaar van Tournament Of Death VIII 2009
- Westside Xtreme Wrestling
  - wXw Hardcore Championship (1 keer)
  - Winnaar van Gorefest 2009
- German Stampede Wrestling
  - Winnaar van GSW Breakthrough Title Tournament 2009
- IWA East Coast
  - Winnaar van Masters Of Pain 2008